# A la sombra de los muelles
A la sombra de los muelles es una película dirigida por James Cruze en 1933. Adapta el libro de Max Miller I cover the waterfront (The unique and personal experiences of a newspaper reporter covering a Pacific waterfront).

## Sinopsis
El periodista de The Standard, H. Joseph Miller, encargado de cubrir las noticias que se producen en el puerto, está convencido de que el pescador Eli Kirk introduce de contrabando a inmigrantes chinos. Si bien no logra conseguir alguna evidencia que satisfaga a John Phelps, su editor. Hasta que conoce a Julie, la hija de Kirk, a través de la cual, cortejándola, conseguirá poner al descubierto los trapicheos del pescador.

## Reparto
| Actor             | Personaje        | Descripción                   |
| ----------------- | ---------------- | ----------------------------- |
| Ben Lyon          | H. Joseph Miller |                               |
| Claudette Colbert | Julie Kirk       |                               |
| Ernest Torrence   | Eli Kirk         | Padre de Julie                |
| Hobart Cavanaugh  | McCoy            |                               |
| Maurice Black     | Ortegus          | Primera pareja de Kirk        |
| Purnell Pratt     | John Phelps      | Editor de Miller              |
| Harry Beresford   | Old Chris        | Hombre salvaje                |
| Wilfred Lucas     | Randall          | Oficial de la Guardia Costera |